# Phan Thiết
Phan Thiết je vietnamské město, administrativní centrum provincie Bình Thuận. Leží na pobřeží Jihočínského moře 200 km severovýchodně od Ho Či Minova Města, žije v něm okolo 350 000 obyvatel.
Město je střediskem rybolovu a výroby rybí omáčky, v okolí se pěstuje pitahaya. Od roku 1995, kdy sem přijelo množství cizinců sledovat zatmění Slunce, je také vyhledávanou turistickou lokalitou s množstvím písečných pláží. Předměstí Mui Ne je oblíbené mezi vyznavači kitesurfingu a windsurfingu. Nedaleko města se nacházejí věže Poshanu, památka z období království Čampa, a klášter na hoře Tà Cú s 49 metrů dlouhou sochou ležícího Buddhy. Každoročně v srpnu se koná svátek Cau Ngu, při kterém obyvatelé uctívají velrybího boha.
Za války ve Vietnamu ve městě sídlila americká vojenská základna známá jako Firebase Betty.